# 수원 FC
수원 FC(Suwon Football Club)는 대한민국 경기도 수원시에 있는 축구 선수단이다. 수원에프씨가 운영하는 남자 프로 축구단이며, 2003년에 창단되었다. 2012년 프로로 전환되었으며, 홈경기장은 11,808명을 수용함과 동시에 1,014석의 가변석을 갖춘 수원종합운동장이다. 산하 여자 축구단으로 수원 FC 위민을 두고 있다.

## 역사

### 내셔널리그 시절
수원시는 프로축구단인 수원 삼성 블루윙즈와 유소년 클럽 및 초, 중, 고, 대학 엘리트 체육을 이어주는 실업 팀이 필요하다고 판단하였고, 이에 2002년 창단 작업 끝에 2003년 3월 15일 수원시청축구단이라는 이름으로 창단하였고, 실업 리그인 내셔널리그에 참여하였다.창단 당시 구단명은 수원시청 축구단이었다. 초대 감독 자리에는 김창겸이 선임되었다. 창단 당해에 K2리그에 참가하였으며, 전반기에 6위, 후반기에 3위를 기록하였다. 또한 같은 해 5월 열린 경기도 체육대회에서 우승을 차지하였다. 2004년에는 대통령배 전국축구대회 우승을 차지함으로써 처음으로 전국 대회에서 우승을 차지하였다. 리그에서도 호성적을 거두며 2005년과 2007년, 2008년에는 플레이오프 결승전까지 진출하였으나, 준우승에 머물렀다.
2008년 말, 구단을 효율적으로 운영하고 자생력 강화를 위하여 재단 법인을 설립하였으며, 프로 구단으로의 전환 의사도 밝혔다. 또 법인명을 수원 FC로 변경하였고, 이때부터 명칭을 수원시청 축구단과 수원 FC를 혼용하였다. 2010 시즌 창단 8년 만에 리그 첫 우승을 차지하였다. 2011 시즌 종료 후 김창겸 감독이 계약이 만료되어 팀을 떠났고, 유소년 총괄 감독을 맡고 있던 조덕제가 신임 감독으로 선임되었다. 2012년 12월 9일 프로 전환이 확정되어 K리그에 참가하게 되었고, 공식 명칭도 수원 FC로 변경되었다.

### K리그 진출
프로 전환 후 첫 시즌인 2013년, 광주 FC에서 뛰었던 보그단 밀리치와 태국에서 뛰던 알렉산다르 요바노비치를 영입하였다. 첫 경기인 부천과의 개막전에서 역전패를 당하는 등, 3경기 연속 무승행진을 달렸으나 광주 FC와의 원정 경기에서 프로 통산 첫 승을 거뒀다. 이후 FA컵에서 K리그 클래식의 대구 FC를 김한원의 PK골로 침몰시켰으나, 리그에서는 홈 첫승을 리그 개막 3개월만인 6월 6일에 거두었다. 이후 9월 28일 광주와의 원정경기에서 패배하기 전까지 8경기 연속 원정 무패를 이어가면서 '원정깡패'라는 별명을 얻기도 했다. 이후 FA컵에서는 대구에 이어 전남 드래곤즈를 꺾는 파란을 펼치며 8강까지 진출하는 위업을 달성했다. 2013년 K리그 챌린지 최종 순위는 4위로, 상주 상무나 경찰 축구단, 그리고 클래식에서 강등된 광주를 제외한 팀들 가운데서는 가장 높은 순위를 차지했다.
2014 시즌에는 홈 경기장인 수원종합운동장의 잔디 교체를 이유로 수원 삼성 블루윙즈의 홈구장인 수원월드컵경기장을 함께 사용하였다. 개막전 K리그 클래식에서 강등된 대전 시티즌을 상대로 4-1 대승을 거둔다. 이후 가까운 인접 라이벌팀인 FC 안양과의 시즌 4경기 전 경기를 승리하기도 하는 등 좋은 모습을 보이며 중상위권을 유지하였다. 그러나 후반 막판 대전과 강원에 잇단 패배를 하며 플레이오프 진출을 목전에 두고 시즌 6위로 마감했다. FA컵에서는 32강전에서 K리그 클래식 팀 제주 유나이티드를 3-3 접전 끝에 승부차기로 꺾고 2013 시즌에 이어 16강에 오른다. 그러나 16강에서 만난 부산 아이파크와의 경기에서 3-2로 석패했다.
2015 시즌은 홈 경기 역대 최다 관중수인 4,460명을 기록하기도 하고, FA컵에서 울산 현대미포를 만나 2-1로 패배하여 프로 진출후 처음으로 하위 리그 팀에게 패하기도 했다. 여름 이적 시장에선 스페인 각급 청소년 대표팀을 두루 거쳤던 시시를 CA 오사수나로부터 영입하여 화제가 됐다. 이후 무서운 상승세로 후반기 경기의 대부분을 승리하며 PO 진출을 확정하였고, 최종 3위로 정규 시즌을 마감하였다. 이후 준PO에서 서울 이랜드, PO에서는 대구꺾고 프로진출3년만에 K리그 승강 플레이오프 진출을 확정지었다. 승강 플레이오프에서는 부산을 상대로 1,2차전 모두 승리를 거두며 합계 3-0으로 완파하고 K리그 챌린지를 첫 무대로 프로 리그에 입성한 팀 중 최초로 K리그 클래식으로 승격하는 팀이 되었다. 더불어 수원 삼성 블루윙즈와 1996년 이후 첫 K리그 로컬 더비인 수원 더비도 이루어졌다.

### 기적의 K리그 클래식 진출
2016 시즌을 앞두고 권용현, 임성택, 시시, 자파 등 승격을 이끌었던 선수들이 이적, 군 입대 등의 이유로 이탈하였으나 마르빈 오군지미, 하이메 가빌란, 이승현, 김병오 등 등을 영입하며 전력을 보강하였다. 또한 홈 경기장인 수원종합운동장의 육상 트랙 부분에 1,014석의 가변석을 설치하여 종합운동장을 사용하는 K리그 구단들의 가변석 설치 기류에 합류하였다. 성남 FC의 이재명 구단주가 SNS를 통해 경기에서 패배시 패배팀 홈구장에서 승리팀 깃발을 거는 조건을 염태영에게 제시하며, 3월 21일 깃발라시코라는 새로운 라이벌 매치가 탄생하였고, 5월 14일 11,866명의 홈 관중 앞에서 수원 삼성 블루윙즈와의 역사적인 수원 더비 경기를 치렀으며, 특히 강호 포항 스틸러스와의 리그 4경기에서 전승을 거두며 경쟁력 있는 모습을 보였다. 하지만 결국 인천 유나이티드와의 리그 최종전서 패하며 리그 최하위로 승격 1년 만에 강등의 쓴 맛을 맛보게 되었다, 하지만 한 시즌 동안 클래식에서 총 10승을 거두며 승강제 출범 이후 역대 꼴찌팀들 중에서는 가장 많은 승리를 거두는 등 경쟁력 있는 모습을 보였다.
결국 성남 FC도 강등당하자 그 이름만 무성했던 깃발라시코는 챌린지에서 이루어지게 되었다.

### 재강등
2017 시즌을 앞두고 수원 구단은 조덕제 감독을 재신임하였다. 이창근을 6개월 만에 제주로 이적시켰지만, 서동현을 완전영입한 뒤 주장으로서 선임시켰으며, 정훈, 송수영과 더불어 2012년 런던 올림픽 동메달 획득의 주역 백성동 등을 영입하며 전력을 보강하였다.
하지만 시즌 중반들어 리그 5연패에 빠지는 등 부진을 이어가며 리그 8위로까지 추락하였고, 결국 8월 26일 조덕제 감독이 성적 부진의 책임을 지고 사임하면서 조종화 수석 코치가 감독 대행직을 맡게 되었으며, 10월 12일 김대의가 수원 FC 3대 감독으로 선임되었다.
하지만, 김대의는 2019 시즌 도중 성적 부진으로 자진 사퇴하였고, 그 자리를 이관우가 감독 대행을 맡아 시즌을 끝마쳤다. 그 후, 2020 시즌을 앞두고 김도균을 수원 FC의 4대 감독으로 선임하였다.

### 재승격
김도균이 부임한 수원 FC는 은퇴를 번복하고 플레잉코치를 통해 현역으로 복귀한 조원희와 안병준, 마사 등의 활약에 힘입어 시즌 초부터 압도적인 페이스를 유지하면서 승격 직행의 꿈을 꾸었으나, 중반부터 제주 유나이티드의 질주에 밀려 17승 3무 7패의 성적을 기록하여 2위에 그쳤다. 하지만, 승강 플레이오프에서 경남을 상대로 1대1 무승부를 기록하여 4년 만에 승격을 확정지었다.

## 선수 명단
참고: FIFA 자격 규정에 따라 소속된 국가대표팀 국기를 표시합니다. 선수는 복수의 FIFA 비회원국 국적을 가지고 있을 수 있습니다.
| 번호 | 포지션 | 국적     | 이름     |
| ---- | ------ | -------- | -------- |
| 1    | GK     |          | 황재윤   |
| 2    | DF     |          | 이용     |
| 3    | DF     |          | 박철우   |
| 4    | DF     |          | 김태한   |
| 5    | DF     |          | 이현용   |
| 6    | DF     |          | 최규백   |
| 7    | MF     |          | 이재원   |
| 8    | MF     |          | 노경호   |
| 9    | FW     | 콜롬비아 | 싸빅     |
| 11   | FW     |          | 이준석   |
| 13   | DF     |          | 황인택   |
| 14   | MF     |          | 윤빛가람 |
| 15   | MF     |          | 안드리고 |
| 16   | MF     |          | 조준현   |
| 17   | FW     |          | 박용희   |
| 18   | MF     |          | 한찬희   |
| 19   | FW     |          | 정승배   |
| 20   | DF     |          | 이지솔   |
| 21   | MF     |          | 서재민   |
| 22   | DF     |          | 장영우   |
| 23   | GK     |          | 안준수   |
| 25   | DF     |          | 권도영   |
| 26   | DF     |          | 김대현   |
| 27   | FW     |          | 강민성   |

| 번호 | 포지션 | 국적 | 이름                   |
| ---- | ------ | ---- | ---------------------- |
| 28   | MF     |      | 김재성                 |
| 29   | MF     |      | 권기현                 |
| 30   | FW     |      | 최치웅                 |
| 31   | GK     |      | 백승민                 |
| 32   | DF     |      | 김은겸                 |
| 33   | DF     |      | 이택근                 |
| 34   | MF     |      | 장윤호                 |
| 35   | DF     |      | 한상규                 |
| 36   | MF     |      | 이요셉                 |
| 37   | DF     |      | 신일연                 |
| 38   | MF     |      | 이윤건                 |
| 39   | FW     |      | 이대광                 |
| 40   | MF     |      | 김도윤                 |
| 41   | GK     |      | 주호연                 |
| 42   | MF     |      | 김원형                 |
| 43   | MF     |      | 이시명                 |
| 44   | FW     |      | 윌리안                 |
| 45   | FW     |      | 염도현                 |
| 46   | FW     |      | 양우진                 |
| 47   | FW     |      | 최산                   |
| 48   | FW     |      | 백경                   |
| 51   | GK     |      | 문정우                 |
| 72   | DF     |      | 이시영                 |
| 79   | FW     |      | 김경민                 |
| 94   | DF     |      | 안현범 (전북에서 임대) |
| 97   | FW     |      | 루안                   |

### 임대 및 군 복무 선수
참고: FIFA 자격 규정에 따라 소속된 국가대표팀 국기를 표시합니다. 선수는 복수의 FIFA 비회원국 국적을 가지고 있을 수 있습니다.
| 번호 | 포지션 | 국적 | 이름                              |
| ---- | ------ | ---- | --------------------------------- |
| —    | FW     |      | 이광혁 (거제시민축구단으로 임대)  |
| —    | FW     |      | 하정우 (성남 FC로 임대)           |
| —    | GK     |      | 이재훈 (세종 SA FC로 임대)        |
| —    | MF     |      | 안치우 (부산교통공사로 임대)      |
| —    | GK     |      | 정민기 (산프레체 히로시마로 임대) |

## 스태프

### 코칭스태프
| 직책          | 이름   |
| ------------- | ------ |
| 감독          | 김은중 |
| 수석 코치     | 김태민 |
| 코치          | 이상돈 |
| 골키퍼 코치   | 김호준 |
| 피지컬 코치   | 이거성 |
| 비디오 분석관 | 채봉주 |

## 기록과 통계

### 우승 기록

#### 리그
- K리그2

● 준우승 (1): 2015
- 내셔널리그

● 우승 (1): 2010
● 준우승 (3): 2005, 2007, 2008

#### 컵
- 내셔널축구선수권대회

● 우승 (3): 2005, 2007, 2012
● 준우승 (1): 2004
- 전국체육대회

● 준우승 (3): 2006, 2007, 2011
- 경기도체육대회

● 우승 (8): 2003, 2004, 2005, 2006, 2007, 2008, 2011, 2012
● 준우승 (1): 2010
- 대통령배 전국축구대회

● 우승 (2): 2004, 2007

### 시즌 결과
| 시즌 | 리그         | 팀수 | 순위              | 경기 | 승 | 무 | 패 | 득 | 실 | 승점 | 코리아컵 |
| ---- | ------------ | ---- | ----------------- | ---- | -- | -- | -- | -- | -- | ---- | -------- |
| 2003 | 내셔널리그   | 10   | 전기 6위 후기 3위 | 18   | 8  | 5  | 5  | 21 | 17 | 29   | 16강     |
| 2004 | 내셔널리그   | 10   | 전기 5위 후기 3위 | 18   | 5  | 8  | 5  | 19 | 20 | 23   | 16강     |
| 2005 | 내셔널리그   | 11   | 전기 1위 후기 6위 | 20   | 10 | 6  | 4  | 35 | 23 | 36   | 32강     |
| 2006 | 내셔널리그   | 11   | 전기 5위 후기 3위 | 20   | 9  | 8  | 3  | 31 | 21 | 35   | 32강     |
| 2007 | 내셔널리그   | 12   | 전기 4위 후기 1위 | 22   | 15 | 2  | 5  | 40 | 21 | 47   | 26강     |
| 2008 | 내셔널리그   | 14   | 2                 | 26   | 18 | 4  | 4  | 54 | 26 | 58   | 32강     |
| 2009 | 내셔널리그   | 14   | 2                 | 25   | 12 | 10 | 3  | 46 | 23 | 46   | 32강     |
| 2010 | 내셔널리그   | 15   | 3                 | 28   | 13 | 10 | 5  | 32 | 22 | 49   | 16강     |
| 2011 | 내셔널리그   | 14   | 7                 | 26   | 8  | 11 | 7  | 28 | 23 | 35   | 16강     |
| 2012 | 내셔널리그   | 14   | 9                 | 26   | 9  | 7  | 10 | 29 | 32 | 34   | 32강     |
| 2013 | K리그 챌린지 | 8    | 4                 | 35   | 13 | 8  | 14 | 53 | 51 | 47   | 8강      |
| 2014 | K리그 챌린지 | 10   | 6                 | 36   | 12 | 12 | 12 | 52 | 49 | 48   | 16강     |
| 2015 | K리그 챌린지 | 11   | 2                 | 42   | 19 | 12 | 11 | 69 | 58 | 69   | 3라운드  |
| 2016 | K리그 클래식 | 12   | 12                | 38   | 10 | 9  | 19 | 40 | 58 | 39   | 32강     |
| 2017 | K리그 챌린지 | 10   | 6                 | 36   | 11 | 12 | 13 | 42 | 48 | 45   | 3라운드  |
| 2018 | K리그2       | 10   | 7                 | 36   | 13 | 3  | 20 | 29 | 46 | 42   | 32강     |
| 2019 | K리그2       | 10   | 8                 | 36   | 11 | 10 | 15 | 49 | 55 | 43   | 16강     |
| 2020 | K리그2       | 10   | 2                 | 28   | 17 | 4  | 7  | 53 | 29 | 54   | 16강     |
| 2021 | K리그1       | 12   | 5                 | 38   | 14 | 9  | 15 | 53 | 57 | 51   | 3라운드  |
| 2022 | K리그1       | 12   | 7                 | 38   | 13 | 9  | 16 | 56 | 63 | 48   | 3라운드  |
| 2023 | K리그1       | 12   | 11                | 38   | 8  | 9  | 21 | 44 | 76 | 33   | 3라운드  |
| 2024 | K리그1       | 12   |                   |      |    |    |    |    |    | 32   | 32강     |

### 역대 감독
- 취임은 공식 취임식 일자이며 취임식이 없거나 미상인 경우 공식 선임 일자를 기재한다.

| 순번 | 이름   | 선임       | 취임       | 사임       | 재임시즌  | 비고                                                                                     |
| ---- | ------ | ---------- | ---------- | ---------- | --------- | ---------------------------------------------------------------------------------------- |
| 1대  | 김창겸 | 2003/03/15 | 2003/03/15 | 2011/11/14 | 2003–2011 | - 구단 초대 감독 - 구단 최장수 감독                                                      |
| 2대  | 조덕제 | 2011/11/15 | 2011/11/15 | 2017/08/26 | 2012–2017 | - 프로화 이후 초대 감독 - 프로화 이후 구단 최장수 감독 - 구단 최초 시즌 도중 물러난 감독 |
| 대행 | 조종화 | 2017/8/26  | 2017/8/26  | 2017/10/14 | 2017      | - 구단 최초 감독 대행 - 구단 최초 수원 FC 소속 선수 출신 감독 대행                       |
| 3대  | 김대의 | 2017/10/12 | 2017/10/17 | 2019/10/29 | 2017–2019 |                                                                                          |
| 대행 | 이관우 | 2019/10/30 | 2019/10/30 | 2019/11/13 | 2019      |                                                                                          |
| 4대  | 김도균 | 2019/11/14 | 2019/11/14 | 2023/12/12 | 2020–2023 |                                                                                          |
| 5대  | 김은중 | 2023/12/20 | 2023/12/20 |            | 2024-     |                                                                                          |

## 스폰서
| 연도          | 킷 스폰서 | 메인 스폰서 |
| ------------- | --------- | ----------- |
| 2003년~2005년 | 엄브로    | 수원시      |
| 2006년        | 키카      | 수원시      |
| 2007년~2010년 | 아스토레  | 수원시      |
| 2011년~2012년 | 험멜      | 수원시      |
| 2013년        | 아스토레  | 수원시      |
| 2014년~현재   | 험멜      | 수원시      |

## 경기장
홈 경기장은 수원종합운동장이다.

## 엠블럼과 마스코트
클럽 마스코트에는 수원화성의 4대문을 지키는 장군들인 '장안장군', '팔달장군', '창룡장군', '화서장군' 과 '슈니'가 있다. 슈니는 미래시대에 수원의 근원이 되는 태초의 물방울에서 추출한 엑기스로 탄생한 슈퍼 히어로이다.

## 유니폼
| 2017 홈 | 2017 원정 | 2018 홈 | 2018 원정 | 2019 홈 | 2019 원정 | 2020 · 홈 | 2020 · 원정 | 2021 · 홈 | 2021 · 원정 | 2021 · 서드 | 2021 포쓰 · (수원 더비) | 2022 · 홈 | 2022 · 원정 | 2023 · 홈 | 2023 · 원정 | 2024 · 홈 | 2024 · 원정 | 2024 서드 · () | 2024 포쓰 · () |

## 구단 관련 문화

### 서포터즈

#### 리얼크루
수원 FC가 2013년 프로리그 진출을 하면서 새롭게 구성된 지지자 클럽이다. 화성장대라는 홈경기장 서포터석 이름과 캐슬파크라는 홈경기장 별칭을 만들었다.

#### 포트리스
수원 FC가 수원시청으로 창단되던 2003년부터 함께 하던 지지자 클럽이다.

## 라이벌

### 수원 삼성 블루윙즈 (수원 더비)
2016년 K리그 클래식에 승격함에 따라 K리그에서 1996년 이후  한 도시를 동일 연고지로 하는 두 클럽간의 로컬 더비가 성립 되었다.
2016년 5월 14일 역사적인 첫 맞대결을 펼쳤으며, 10월 2일에는 5:4로 승리하며 역사적인 첫 수원더비 승리를 거두었다.

### 성남 FC (깃발 더비)
2016년 3월 21일 성남 FC와의 경기를 앞두고 성남 FC의 구단주인 이재명 시장이 용병 피투 영입 후 자신의 SNS에서 “피투가 피 튀길지도 모릅니다. 성남 첫 원정경기 상대가 수원 FC인데 염태영 구단주님 혹시 무섭나요? 수원에서 만나자”라고 올리는 등 수원 FC의 구단주인 염태영 시장에게 SNS로 경기에서 패배하는 팀이 연고지 시청에 승리한 팀의 구단기를 올리는 것을 제안하였고, 이를 합의하면서 '깃발라시코' 혹은 '깃발더비'라는 라이벌더비로 불리게 되었다.
3월 21일 역사적인 첫 경기를 가졌고, 이날 경기는 1:1 무승부로 끝나면서 깃발을 거는 것이 미루어졌다. 하지만 이를 두고 양팀 구단주인 정치인들이 흥행을 이유로 억지스럽게 급조한 더비라고 비판을 받기도 하였다.

## 참고 문헌
- “스포츠지원포털 등록 현황”. 대한체육회.
- “KFA 통합경기정보 시스템”. 대한축구협회.
- “K리그 데이터 포털”. 한국프로축구연맹.